# ГЕС Арун III
ГЕС Арун III – гідроелектростанція, що споруджується у Непалі. Використовуватиме ресурс із річки Арун, лівої притоки Коші, великого лівого допливу Гангу.
В межах проекту річку перекриють бетонною гравітаційною греблею висотою 70 метрів та довжиною 466 метрів, яка утримуватиме водосховище з об’ємом 13,9 млн м3. Звідси ресурс потраплятиме до чотирьох підземних камер для видалення осаду розмірами по 420х16х24 метра. Підготована вода транспортуватиметься через прокладений у лівобережному гірському масиві дериваційний тунель довжиною 11,7 км з перетином 9,5 метра, котрий переходитиме у дві напірні шахти. В системі також працюватиме вирівнювальний резервуар висотою 149 метрів з діаметром 24 метра.
Підземний машинний зал обладнають чотирма турбінами типу Френсіс потужністю по 35 МВт, які використовуватимуть чистий напір у 287 метрів та забезпечуватимуть виробництво 3685 млн кВт-год електроенергії на рік.
Відпрацьована вода повертатиметься у річку по відвідному тунелю довжиною 0,2 км з діаметром 10 метрів.
Видача продукції відбуватиметься по ЛЕП, розрахованій на роботу під напругою 400 кВ.